# 國王專員
國王專員是荷蘭各省份的省長，也是各省議會（荷蘭語：Provinciale Staten，簡稱PS）的主席，而省行政部門的官員均由省議會選舉產生，另外專員也是省行政部門（荷蘭語：Gedeputeerde Staten，簡稱：GS）的長官，但是僅有省府在決策僵持時有最終的決策權，當君主為女性時則稱作女王專員（Commissaris van de Koningin）。
在荷蘭林堡省的專員稱作省督（荷蘭語：Gouverneur），在該省的馬斯垂克把省議會（荷蘭語：Provinciehuis）稱作總督府（荷蘭語：Gouvernement），會有這種特例是十九世紀比利時獨立造成的。

## 運作
在荷蘭的地方政府有兩個階層的劃分：分別是荷蘭省份以及荷蘭市鎮（基礎政權），這十二個省份就是介於中央政府和市鎮政府的行政部門，這三級的政府部門的組成部門主要都是透過人民直選的議會，相反的各級首長卻是非民主方式產生的主席，在國家層級有國王，在市鎮層級則有市長，在省級就是國王專員了。
每個省份皆由省議會統治而其成員每四年選舉一次，其主要職責在於政策的決議以及監督行政長官之作為，每位議員均有相等的投票權，而每位議員通常本身另有工作，會議的工作在閒暇時才執行，會議的工作也是影有津貼的，省行政部門的成員則是全職工作。

## 職掌
國王專員並非由各省居民選出，而是由荷蘭首相提名提請國王任命，一屆任期為六年連選得連任一次，不過這是憲政慣例留下的傳統而非硬性的法律規定，只有國王可以把專員解職，當職位有空缺時省議會提請內政及王國關係部依據該省狀況提出候補人選，他們在公務上必須保持中立的超然地位。
國王專員在省扮演的角色是在行政首長以及中央政府的代表，其負責災害管理以及定期視察省份境內的市鎮。
國王專員很重要的權限是在任命各市鎮的市長，有空缺的地區會徵詢市鎮議會的建議提出備位人選，在向內政及王國關係部報備，當國王專員和全體行政部門官員，通常會依其傾向有不同任務編組，他們也負責監督公家物品的使用，以及接洽省的公家事業。

## 現任專員
| 省份         | 專員                | 開始任期       | 在任時間  | 政黨           |
| ------------ | ------------------- | -------------- | --------- | -------------- |
| 德倫特省     | Jetta Klijnsma      | 2017年12月1日  | 7年108天  | 工黨           |
| 弗萊福蘭省   | Leen Verbeek        | 2008年11月1日  | 16年138天 | 工黨           |
| 弗里斯蘭省   | Arno Brok           | 2017年3月1日   | 8年18天   | 自由民主人民黨 |
| 吉德蘭省     | Clemens Cornielje   | 2005年8月31日  | 19年200天 | 自由民主人民黨 |
| 格羅寧根省   | René Paas           | 2016年4月18日  | 8年335天  | 基督教民主呼籲 |
| 林堡省       | Theo Bovens         | 2011年10月1日  | 13年169天 | 基督教民主呼籲 |
| 北布拉班特省 | Wim van de Donk     | 2009年10月1日  | 15年169天 | 基督教民主呼籲 |
| 北荷蘭省     | Johan Remkes        | 2010年7月1日   | 14年261天 | 自由民主人民黨 |
| 上艾瑟爾省   | Boele Staal（代理） | 2017年12月19日 | 7年90天   | 民主66         |
| 烏特勒支省   | Willibrord van Beek | 2013年9月15日  | 11年185天 | 自由民主人民黨 |
| 澤蘭省       | Han Polman          | 2013年3月1日   | 12年18天  | 民主66         |
| 南荷蘭省     | Jaap Smit           | 2014年1月1日   | 11年77天  | 基督教民主呼籲 |

## 相關連結
- （荷兰文） Official site